# پل دسوق
پل دسوق (عربی: كوبري دسوق) یک پل قدیمی است که شهر دسوق را به مرکز الرحمانیه وصل می‌کند و نقطه وصل، بین این دو شهر جزیره الرحمانیه می‌باشد، این پل با مواد معدنی (فلزی و…) بر روی انشعاب رشید رود نیل ساخته شده‌است، برای اولین بار در سال ۱۸۹۷ (۱۲۱ سال پیش) در دوره خدیو مصر عباس حلمی دوم این پل ساخته شد، در سال ۱۹۲۷ (۹۱ سال پیش) در زمان و دوره ملک فؤاد اول مجدداً بازسازی گردید، طول این پل بالغ بر ۶۱۰ متر می‌باشد.

## تاریخچه پل

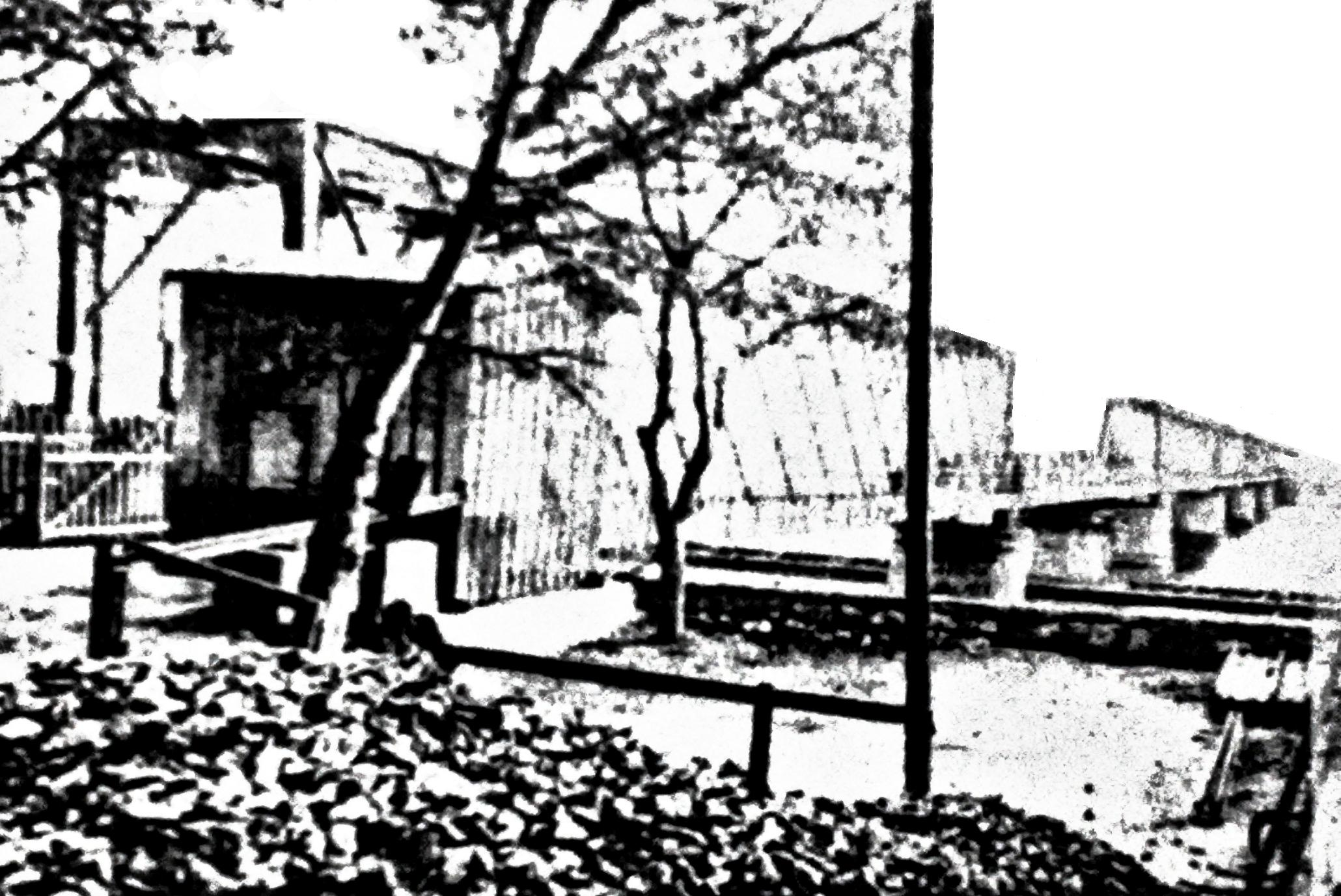
پل قدیمی دسوق ساخته شده در سال ۱۸۹۷ از سمت دسوق

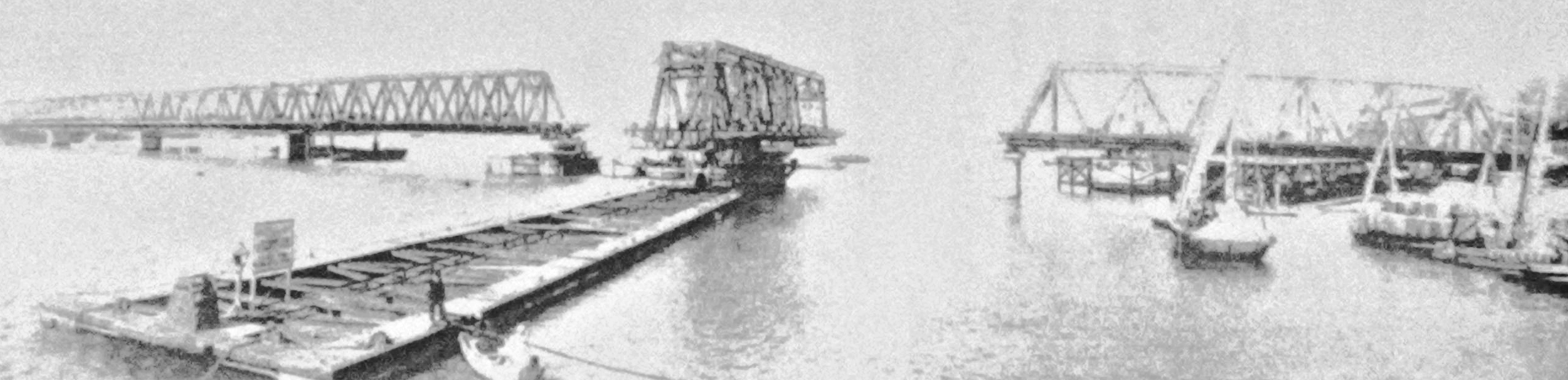
عکس پل دسوق قدیم در مراحل پایانی کار وبازسازی آن برای بار دوم در سال ۱۹۲۷ از سمت دسوق.

دولت مصر این پل را برای اولین بار در سال ۱۸۹۷ در زمان سلطنت خدیو عباس حلمی دوم توسط شرکت لامیزون سیرالویس (به فرانسوی:La Maison Seralloois) برای عبور از قطار و همچنین یک جاده یک طرفه برای تردد اتومبیل بنا نمود.
در سال ۱۹۲۶، دولت برآورد کرد که برای عبور قطار درجه یک و ایجاد یک جاده یک طرفه برای عبور اتومبیل از روی این پل نیاز به تعویض قطعات فلزی اجزای فلزی شانه‌ها و کناره‌های پل دارد، لذا دولت برای پیشبرد اینکار شرکت دورمان لونگ (به انگلیسی: Dorman Long) را مکلف نمود و این شرکت نیز کارهای درخواست شده را تا سال ۱۹۲۷ تمام کرد.
در زمان ساخت پل جدید، مدیریت راه‌آهن با توجه به تعطیل شدن هرگونه تردد با قطار بین دسوق و الرحمانیه، با استفاده از کشتی‌ها و قایق‌های بخار کار عبور و مرور و نقل انتقال را بین دو طرف رود نیل انجام می‌داد.

## مشخصات و ویژگی‌ها
در واقع این پل متشکل از دو پل می‌باشد و یک پل یک دست نیست. این دو پل را جزیره الرحمانیه که در وسط رود نیل قرار دارد از هم جدا می‌کند، پل اول در سمت دسوق و در سمت شرق جزیره الرحمانیه واقع شده‌است و پل دوم در سمت الرحمانیه است و در سمت غرب جزیره الرحمانیه واقع شده‌است.
این پل به‌طور کلی دارای سه مسیر تردد می‌باشد، دو مسیر، یکی برای تردد ماشین‌های سبک و یک مسیر برای تردد قطار بین استان کفر الشیخ و دو استان البحیره و اسکندریه که در وسط قرار دارد، این ریل قطار مستمر و هر دو هفته یک بار از طرف مدیریت راه‌آهن مصر مورد رسیدگی قرار می‌گیرد.
پل اول از سمت دسوق از ۵ دهانه ثابت و متحرک تشکیل شده‌است که دارای دو مسیر تردد برای کشتی‌ها می‌باشد که عرض هر کدام از این دو مسیر برابر ۲۲ متر می‌باشد، طول پل اول بین دسوق و جزیره الرحمانیه تقریباً ۳۴۷ متر می‌باشد؛ ولی پل دوم که بین جزیره الرحمانیه و مرکز الرحمانیه قرار دارد دارای ۴ دهانه ثابت می‌باشد و طول این قسمت تقریباً ۲۵۰ متر است.

## نگارخانه

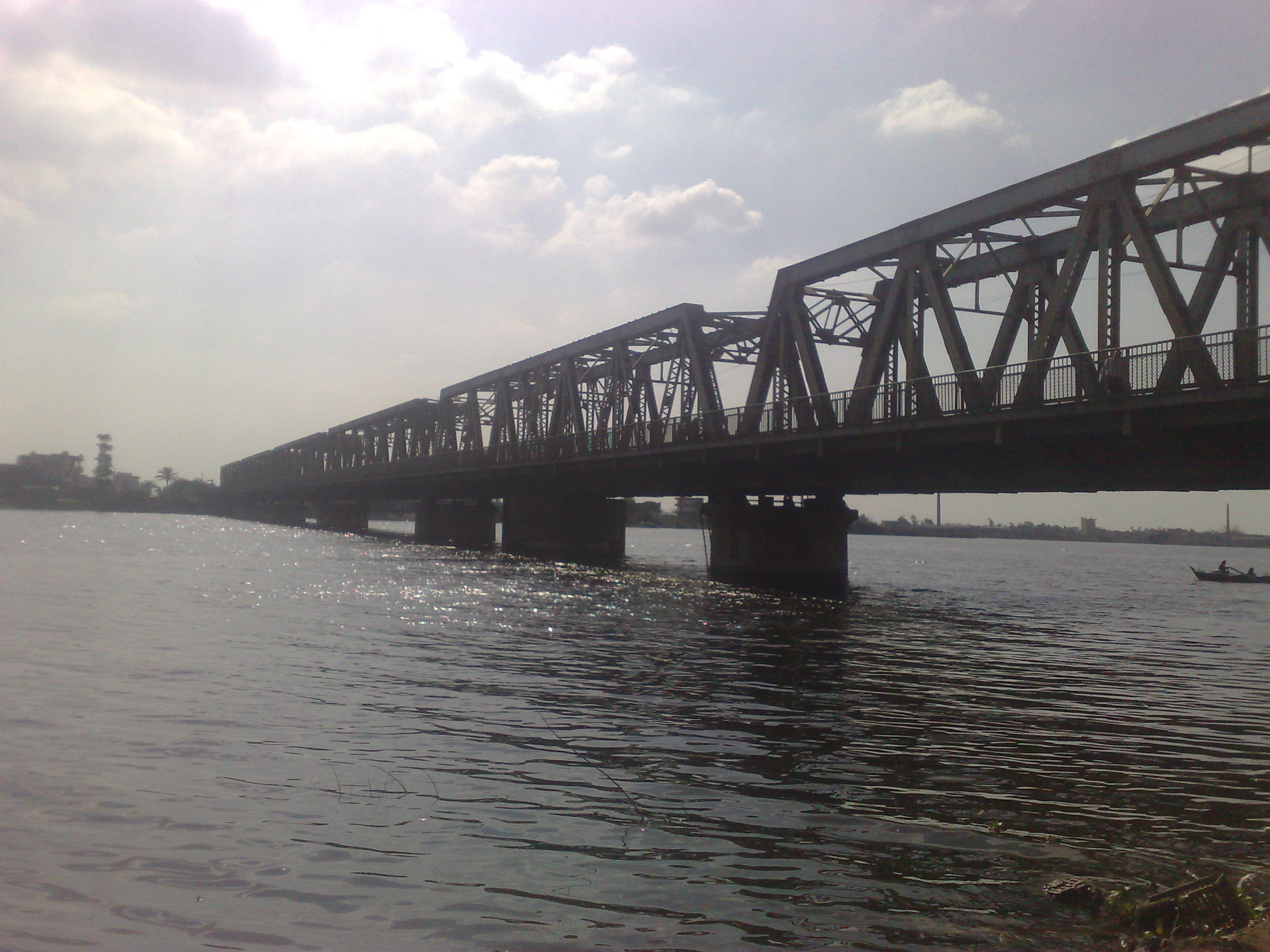
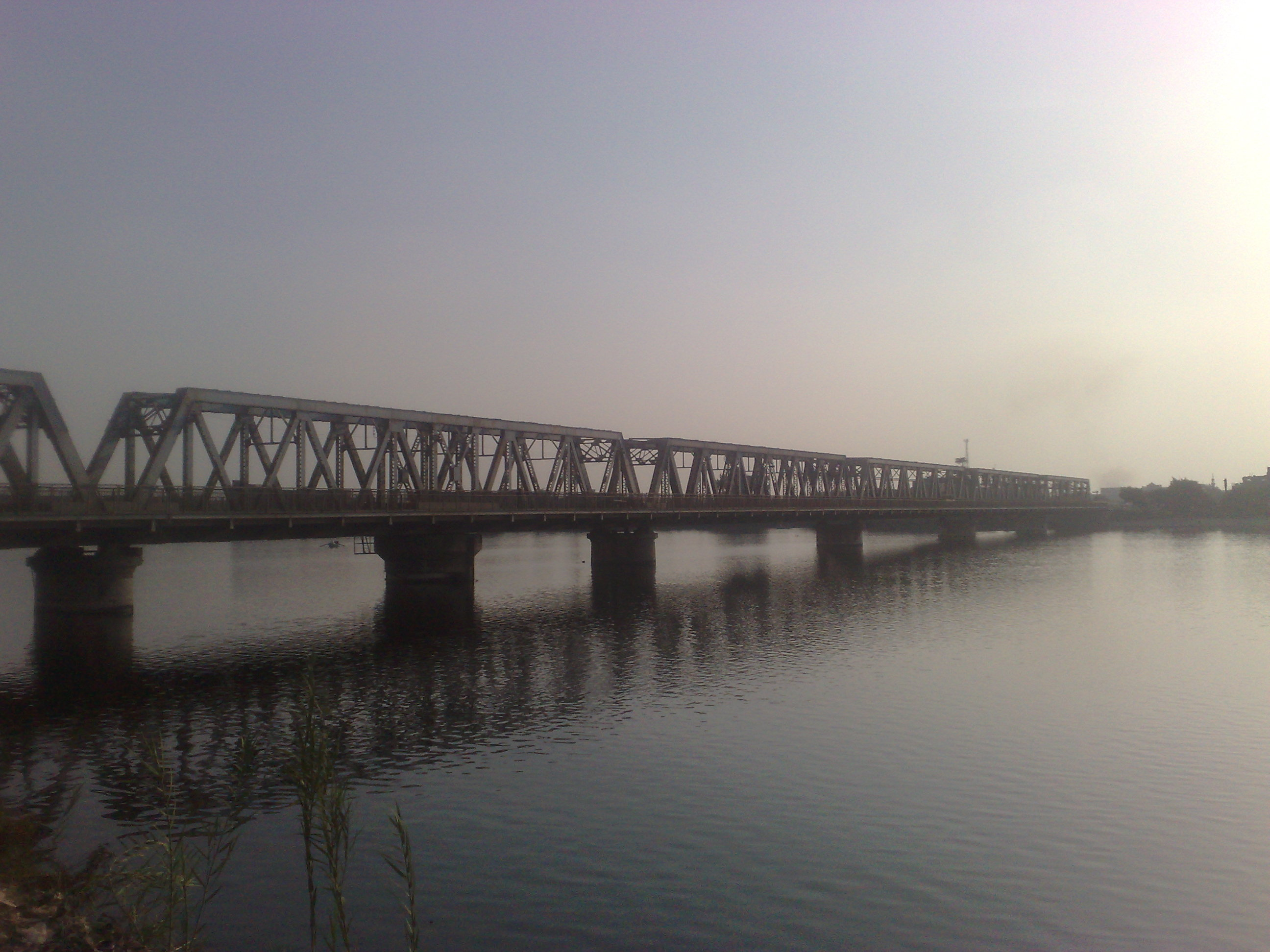
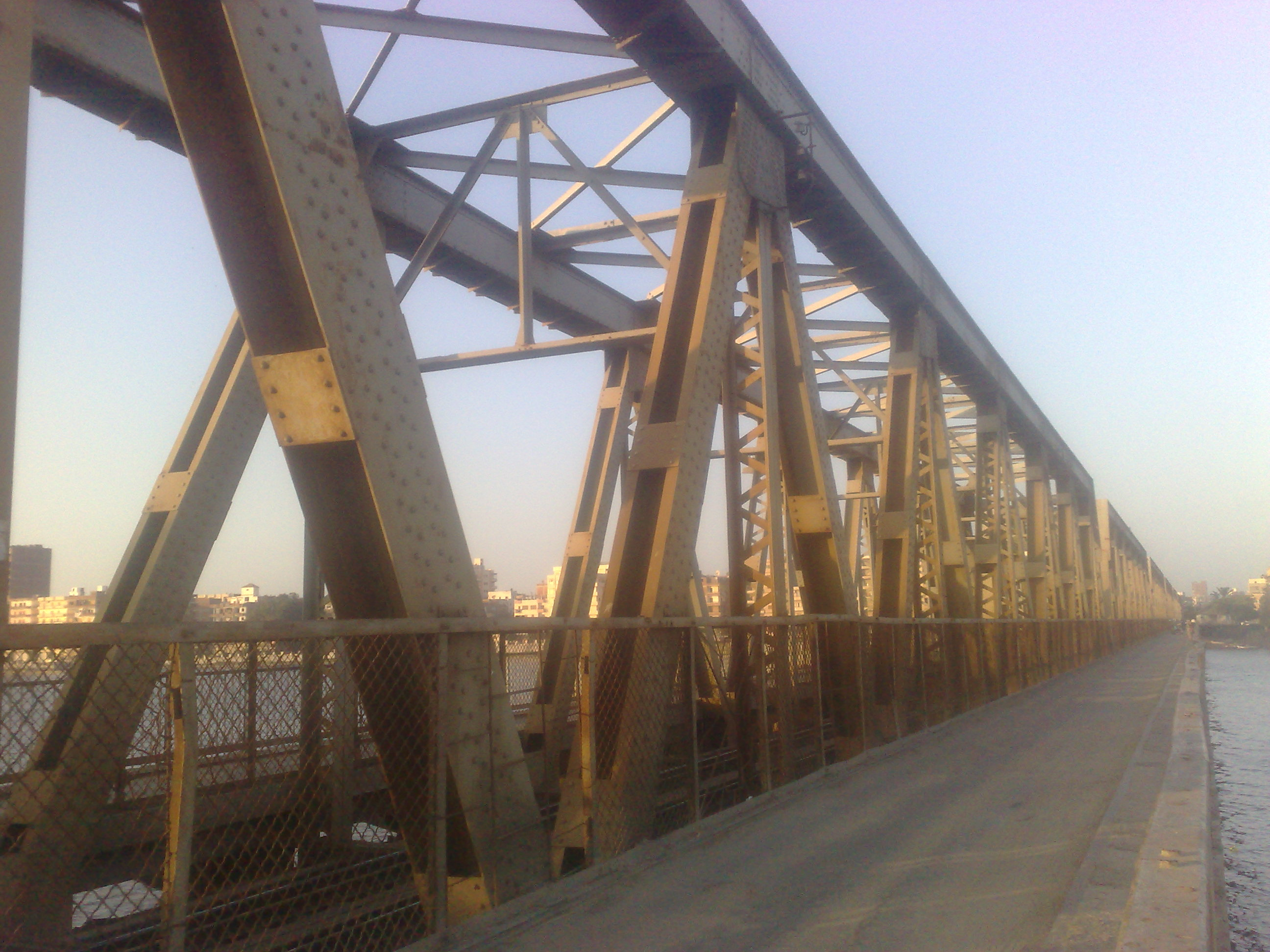
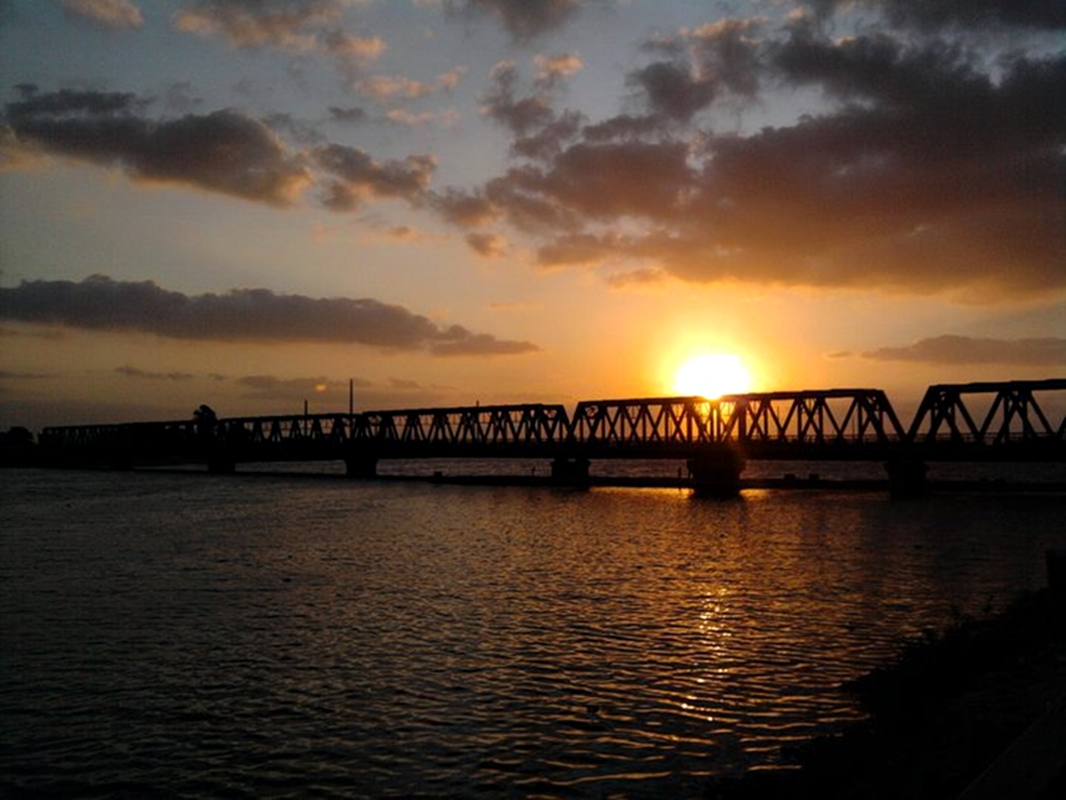
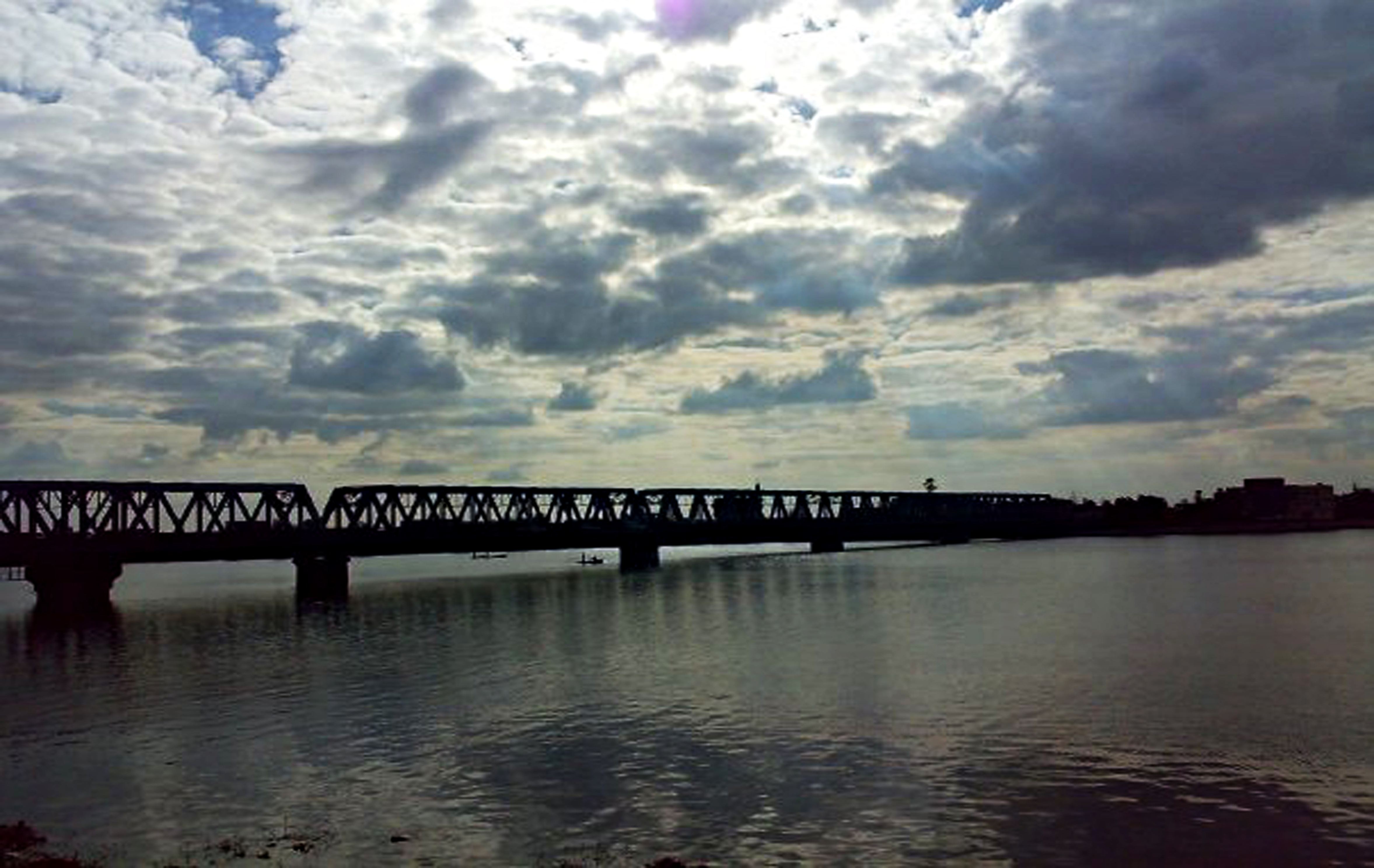
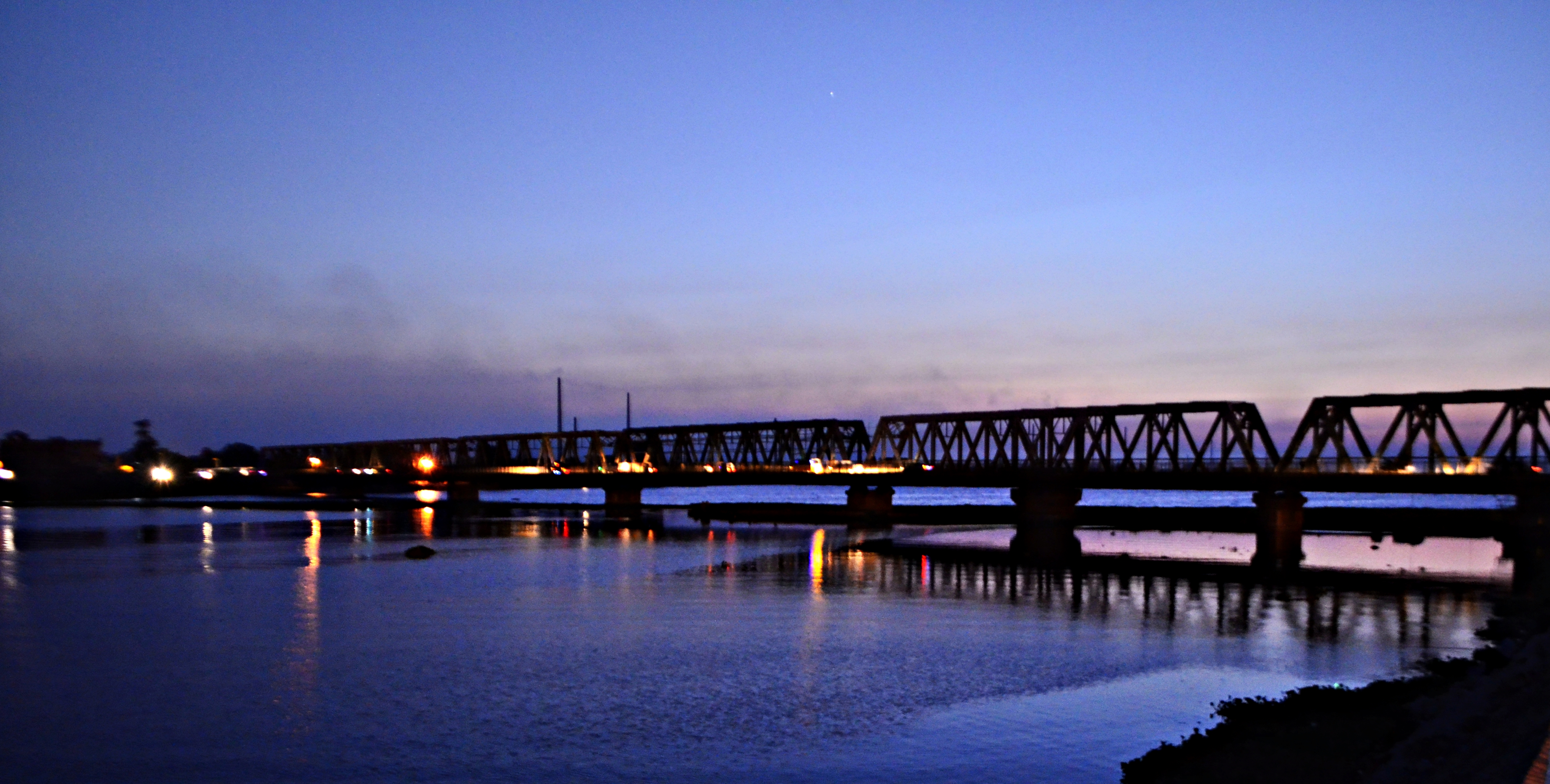
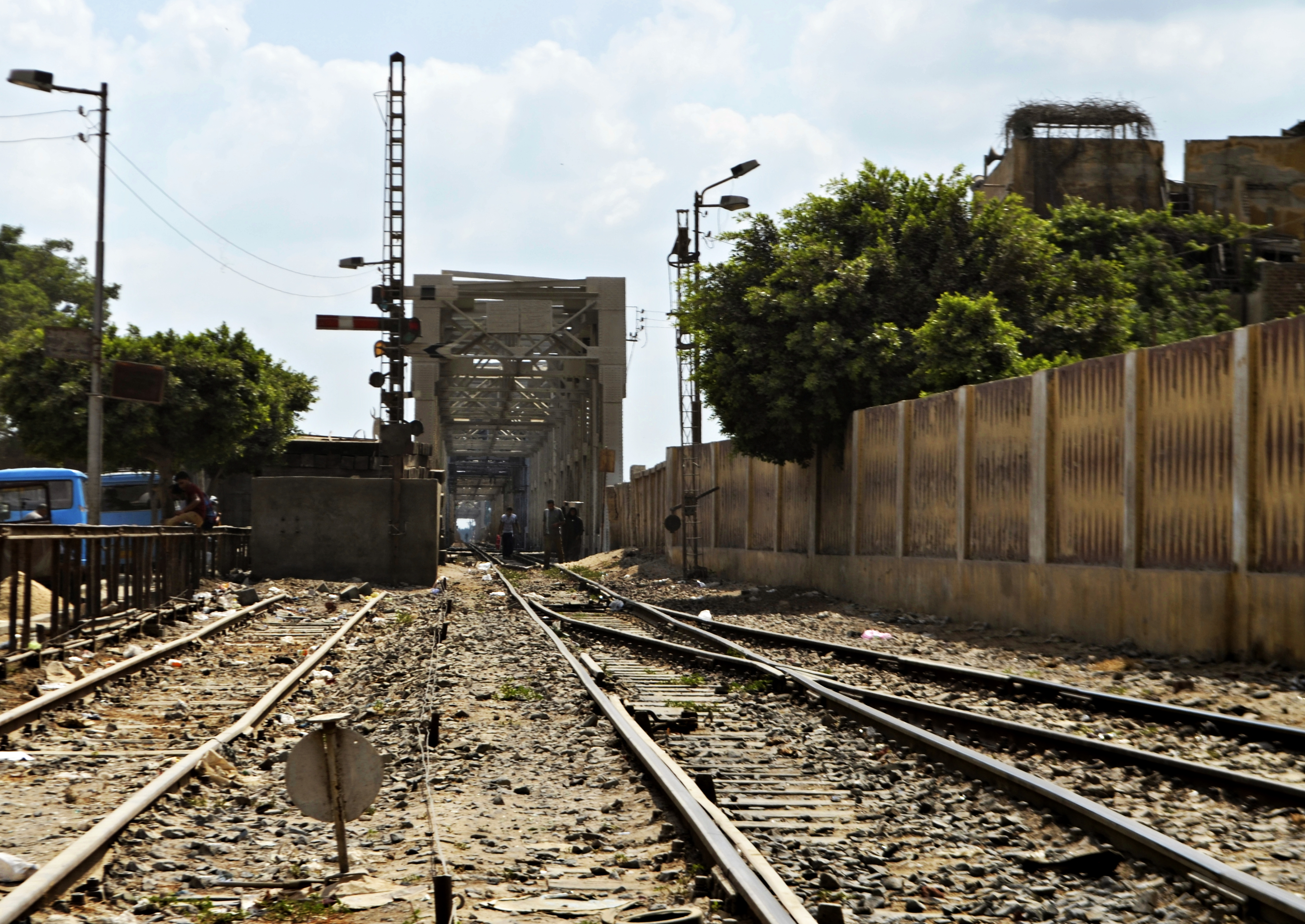
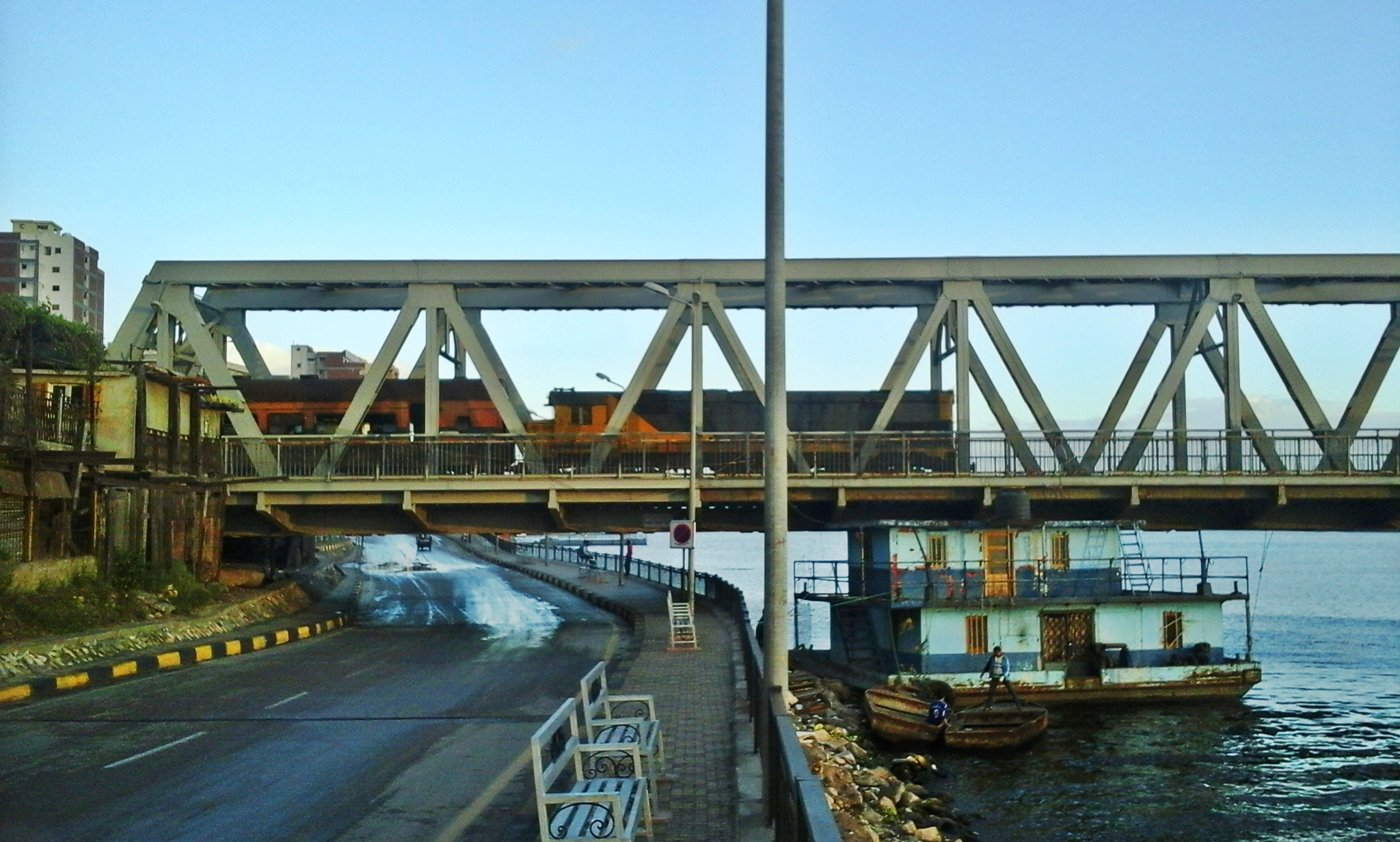
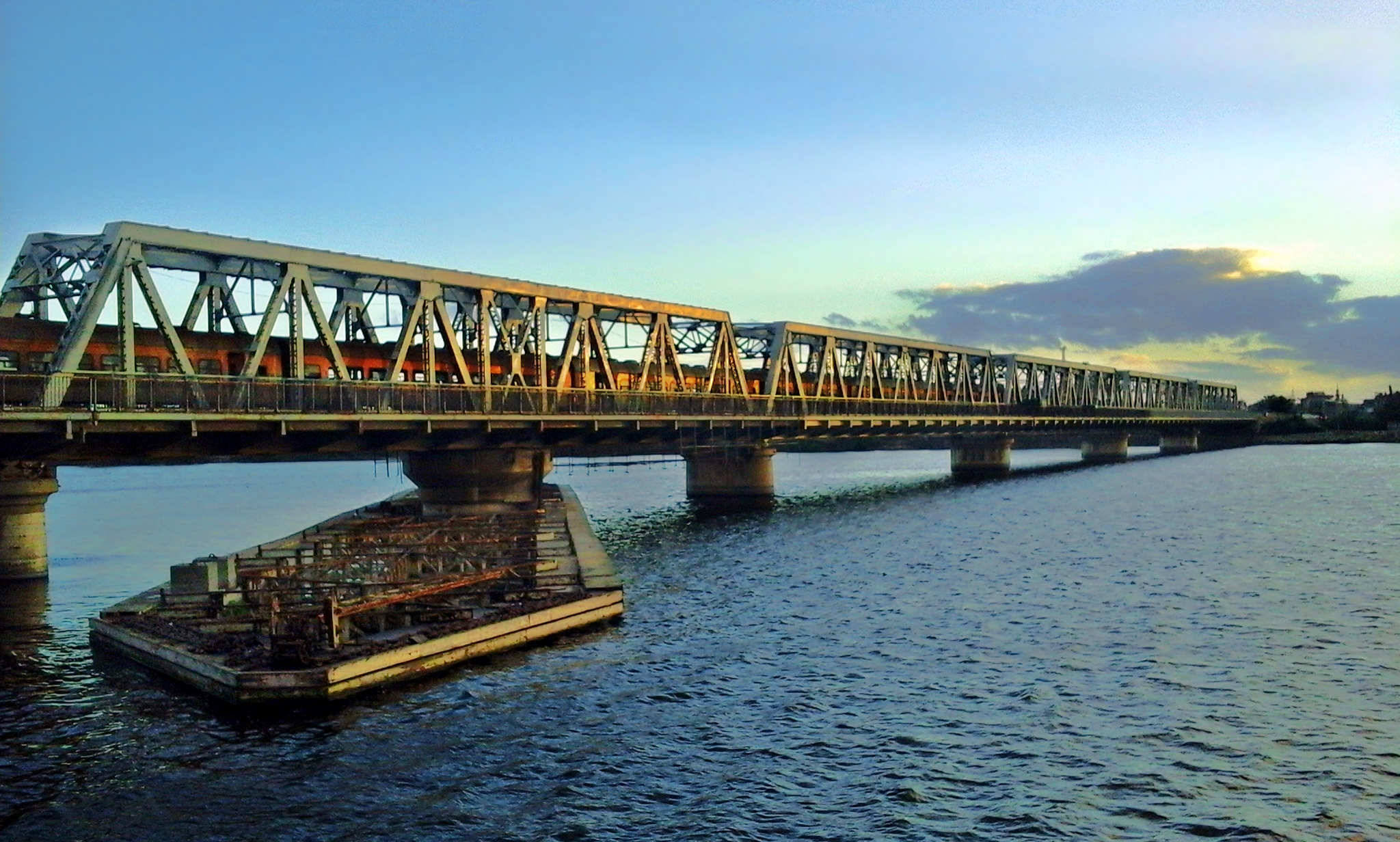
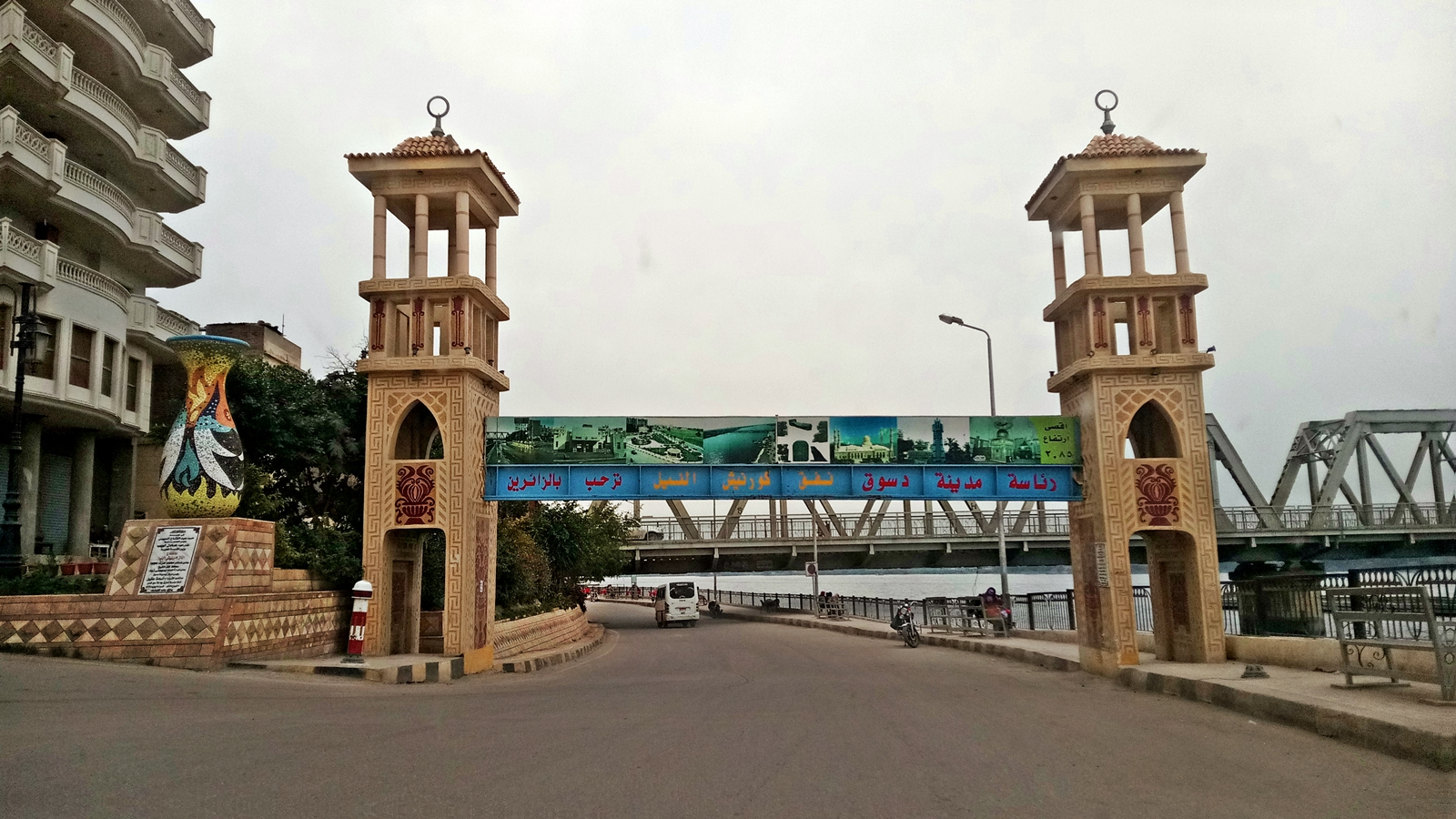